# عبد الكريم ناصيف
عبد الكريم ناصيف كاتب وأديب ومترجم سوري مولود سنة 1939 في مدينة سلمية بسوريا. تلقى تعليمه في حمص ثم طرطوس وتخرج في جامعة دمشق حاملاً الإجازة في اللغة الإنجليزية. عمل مدرساً وموظفاً ورئيساً لتحرير مجلة المعرفة، عُني بالرواية والترجمة. إضافة إلى المسرح والدراما التلفزيونية.

## مؤلفاته
- الحلقة المفرغة- رواية 1984.
- البحث عن نجم القطب- رواية 1985.
- سياسة الأمر الواقع- نظرية وممارسة في الوطن العربي-دراسة.
- المد والجزر- الصعود- ثلاثة روائية- 1986.
- المد والجزر- الانكسار- ثلاثية روائية- 1987.
- العشق والثورة- رواية- 1989.
- المخطوفون- رواية 1991.
- الطريق إلى الشمس: ثلاثية روائية. رواية 1992.
- في البدء كانت الحرية. رواية 1994.
- أفراح ليلة القدر. رواية 1999.
- مواجع الشتات. رواية 2001.
- وجهان لعنقاء واحدة. رواية 2004.
- اعترافات سميراميس. رواية 2007.
- تشريفة آل المر.
- الغربان .رواية .2021 .

## ترجماته
- أطفالنا كيف نفهمهم- علم نفس تربوي- ترجمة 1979.
- الاقتصاد البشري- دراسة- ترجمة 1980.
- الابداع- علم نفس- ترجمة 1981.
- التانغو- مسرحية- ترجمة.
- شعر التجربة- نقد أدبي- ترجمة بالاشتراك مع علي كنعان- 1983.
- الموسوعة العلمية الميسرة- علوم- ترجمة وتدقيق- بالاشتراك.
- الغاب- رواية- ترجمة.
- ألف وتسعمائة وأربعة وثمانون. جورج أورويل - رواية
- ابن خلدون- دراسة- ترجمة 1981.
- أطفال منتصف الليل - سليمان رشدي- رواية 2009.
- لاشيء خلف الفولاذ- جاكلين سوزان. رواية 1986.
- مختارات من الأدب الياباني- قصة- مسرحية- ترجمة.
- العار- سليمان رشدي. رواية 2009.
- مزرعة الحيوان. جورج أورويل - رواية 2016.
- الموت عند مصب النهر- قصة- شعر- 1985.
- سيكولوجيا العدوان- علم نفس- ترجمة.
- الإنسان ورموزه- كارل يونغ علم نفس- 2012.
- رسالة في الطبيعة البشرية. ديفيد هيوم. 2016.
- تنهيدة المغربي الأخيرة. سلمان رشدي - رواية 2016.
- منبوذ الجزر. جوزيف كونراد - رواية 2017.
- الحرب والسلم في القرن الحادي والعشرين. توماس بارنيت. 2018.
- عقد من القرارات- دراسة سياسية- ترجمة.
- علم النفس الاجتماعي- دراسة- ترجمة.[2]